# Antonio Bailetti
Antonio Bailetti (nascido em 29 de setembro de 1937) é um ex-ciclista de estrada profissional italiano que conquistou uma medalha de ouro no contrarrelógio por equipes, disputado nos Jogos Olímpicos de 1960, na cidade de Roma, Itália. Profissional de 1961 a 1969, ele venceu duas etapas da Volta à Espanha e o Tour de France.